# Een toevalstreffer
Een toevalstreffer is het dertiende boek uit de reeks Grijpstra en De Gier, geschreven door Janwillem van de Wetering.
Het is in 1994 uitgegeven door Het Spectrum.

## Verhaal
Een reserveagent van de hoofdstedelijke politie vraagt de commissaris de dood van zijn oom te onderzoeken. De oom is gruwelijk gewelddadig in Central Park, New York, gedood. De commissaris is bijna met pensioen en heeft erg veel last van zijn reumatiek. 'Zoals een goed huisvader betaamt', gaat hij toch. Zijn New Yorkse collega, 'Hurrible Hurrell', heeft de dood van de oom afgedaan als een ongeluk en het te druk om dieper op de zaak in te gaan. Wanneer de commissaris hem helpt om twee moorden op te lossen is Hurrell bereid op zijn beurt de commissaris te helpen. Grijpstra en de Gier doen ook mee en zoeken aan deze kant van de oceaan. Ze volgen het spoor naar Nieuwegein.